# Sopeña (Liendo)
Sopeña es una localidad del municipio de Liendo (Cantabria, España). Tiene una altitud de 40 m s. n. m. En el año 2008, Sopeña contaba con una población de 101 habitantes (INE). El nombre de este barrio corresponde con un apellido que tuvo una rama muy importante en Liendo de la que descendía el famoso arquitecto José de Sopeña, que entre otras muchas obras destaca por la construcción del claustro del Colegio Mayor de San Ildefonso. Junto a la Plaza de Toros está situada la Capilla de San Agustín que carece de valor histórico.